# Rudi Neuwirth
Rudolf „Rudi“ Neuwirth (* 9. November 1959 in Mainbernheim) ist ein deutscher Jazzmusiker (Schlagzeug, Gesang).

## Leben und Wirken
Rudi Neuwirth spielte seit dem vierzehnten Lebensjahr Schlagzeug und tourte ab 1984 mit dem „Wütrio“ Sextett um Robert Schulte Hemming, Daniel Guggenheim, Beate Kynast und Rudi Engel. 1988 zog er nach Berlin, wo er zwischen 1989 und 1997 die wöchentlichen Jazz Sessions im Jazzclub Quasimodo leitete. Er konzertierte mit dem afrikanischen Meistertrommler Famoudou Konate, mit Conny Bauer, John Tchicai, Frank Lacy, Rudy Stevenson, Jay Oliver. 1994 Gewinner des Studioprojekts des Berliner Senats. Es folgte eine Quintett-CD-Aufnahme mit Kenny Wheeler und ZOOM. 1995 gründete er sein eigenes Quintett „Neuwirth“ mit Jan von Klewitz, Falk Breitkreuz, Thomy Jordi und Topo Gioia. Das Quintett arbeitete zeitweilig mit Gastmusikern wie dem Pianisten Leszek Mozdzer oder dem Modern String Quartet. Weiterhin tourte Rudi Neuwirth mit Gayle Tufts, Susanne Betancor, Dirk Bach, Rainer Bielfeldt, Romy Haag und Maren Kroymann.
Im Jahr 2000 Premiere des Vocalsolo Programms „Short Loop Stories“.
Als Jazzsänger folgen Begegnungen mit Julia Hülsmann oder Bene Aperdannier.
2015 Gründung des Duos „Jazztage“ mit Andreas Willers an der Gitarre.

## Diskographische Hinweise
- Neuwirth: Sand, Traumton Records (1996)
- Rudi Neuwirth: Dog Talk, Vocal Solo (2007)
- Rudi Neuwirth / Andreas Willers: Jazztage, Jazzhausmusik (2020)

## Lexigraphische Einträge
- Martin Kunzler: Jazz-Lexikon. Band 2: M–Z (= rororo-Sachbuch. Bd. 16513). 2. Auflage. Rowohlt, Reinbek bei Hamburg 2004, ISBN 3-499-16513-9.